# 科蒙乡
科蒙乡，是中国新疆维吾尔自治区伊犁哈萨克自治州尼勒克县下辖的一个乡镇级行政单位。

## 行政区划
科蒙乡共辖以下地区：
科克浩特浩尔村、喀什村、恰合那木村、恰勒根村、吉仁台村、墩买里村、库热村、奇仁托海村、于许吐别村、托普村。